# Сабадаш
Сабада́ш  — село в Україні, в Жашківській міській громаді Уманського району Черкаської області. Розташоване на лівому березі річки Гірський Тікич (притока Тікичу) за 20 км на південь від міста Жашків та за 7 км від автошляху М05. Населення становить 725 осіб (станом на 2009 р.).

## Історія
Перша згадка про село Сабадаш припадає на 1640—1650 роки. Першими поселенцями були кріпаки-втікачі, що тікали від тяжкого гніту поміщиків.
Спочатку село, яке розкинулося в чагарникових зарослях, нараховувало 4—5 хат, серед яких жив ватажок Сабадин. Поступово село зростало і вже на 1750 рік нараховувало 40—50 хат.
Боячись турецьких і татарських нападів, жителі села будували свої хатини в чагарниках, подалі від дороги.
В кінці XVIII століття село потрапило під володіння генерала Івана Петровича Білокопитова, який жив при царському дворі в Петербурзі, а землями, які йому належали, управляли пани Ястрежевський, а потім Бурковський.
Особливих селянських заворушень на території села не відбувалося. Але за переказами старих людей відомо, що багато селян з села тікали в загін Кармелюка.
Після скасування кріпосного права селяни одержали за великий викуп найгірші ділянки землі в кількості 736 десятин на 187 дворів, а панові залишилися найродючіші землі та угіддя в кількості 993 десятини. 1/3 жителів села з певних причин (часто пиятика і лінощі) зовсім не мала землі, а більша половина мешканців мала невеличкі клаптики. Ці селяни мали вмерти з голоду, але їх рятівниками були поміщики і заможні селяни, що надавали роботу. Найзаможнішим селянином був Йосип Лисянюк, який мав до 100 десятин землі та корчму. 

### Радянська окупація
Після Жовтневого перевороту в кінці 1919 року в селі був організований комітет незаможних селян, організатором якого був селянин-бідняк Ясінський Григор Герасимович. Комітет відіграв велику роль у зміцненні радянської окупації на селі. Він розподілив панські землі між селянами за кількістю членів сім'ї, організував споживче товариство, яке займалося концентрацією посівних площ цукрових буряків для Жашківського цукрового заводу. Попівська хата, яка була найстарішою в селі, стала 4-річною школою, а будинок корчми був перетворений у сільський клуб.
У 1929 році, під час примусової колективізації, на території села було організовано два ТСОЗи. Керівниками цих господарств були комуністи Г. Г. Ясінський та С. Е. Бачінський. Пізніше ТСОЗи було об'єднано у колгосп імені Шевченка, який об'єднав і всі індивідуальні господарства. Очолив господарство Бачінський Самсон Єфремович. Колгосп у своєму користуванні з техніки спочатку мав лише два двигуни і дві молотарки. За короткий час колгосп став одним із перших у районі. Багатство колгоспу дозволило електрифікувати все село в 1934 році, придбати три автомашини, побудувати млин, який працював на електроенергії. В 1938 році було побудовано новий клуб, магазин, розпочалося будівництво нової двоповерхової школи.
Село постраждало внаслідок геноциду українського народу, проведеного окупаційним урядом СРСР 1932—1933 та 1946–1947 роках.
266 мешканців села брали участь у боях радянсько-німецької війни, 128 з них загинули, 166 нагороджені орденами й медалями. В 1955 році в селі встановлено пам'ятник воїнам-односельчанам, які загинули на фронті.
Станом на початок 70-х років XX століття в селі розміщувалась центральна садиба колгоспу імені Т. Г. Шевченка, за яким було закріплено 2 797,2 га сільськогосподарських угідь, в тому числі 2 651 га орної землі відібраної державою у селян у 1929 році. В господарстві вирощували зернові і технічні культури, було розвинуте м'ясо-молочне тваринництво. Працювали млин, майстерня з ремонту техніки.
Також на той час працювали восьмирічна школа, будинок культури на 300 місць, бібліотека з фондом 8 тисяч книг, фельдшерсько-акушерський пункт, дитячі ясла, магазин, філія зв'язку.
Поблизу села виявлено залишки поселення трипільської культури.

## Населення

### Мова
Розподіл населення за рідною мовою за даними перепису 2001 року:
| Мова            | Кількість | Відсоток |
| --------------- | --------- | -------- |
| українська      | 608       | 99.18%   |
| російська       | 2         | 0.33%    |
| білоруська      | 2         | 0.33%    |
| інші/не вказали | 1         | 0.16%    |
| Усього          | 613       | 100%     |

## Сучасність
На сьогодні в селі прокладена дорога з твердим покриттям. На території села є два магазини, двоповерхова школа, дитячий садок-ясла, фельдшерсько-акушерський пункт, приміщення сільської ради, будинок культури, відділення зв'язку та Ощадбанку. Кількість дворів — 376.

## Відомі люди
- Власюк Петро Іванович (1923—1993) — поет-пісняр;
- А. І. Пастушенко — кандидат економічних наук;
- А. М. Саранюк — кандидат медичних наук;
- В. І. Саранюк — голова Господарського суду міста Києва.

## Галерея

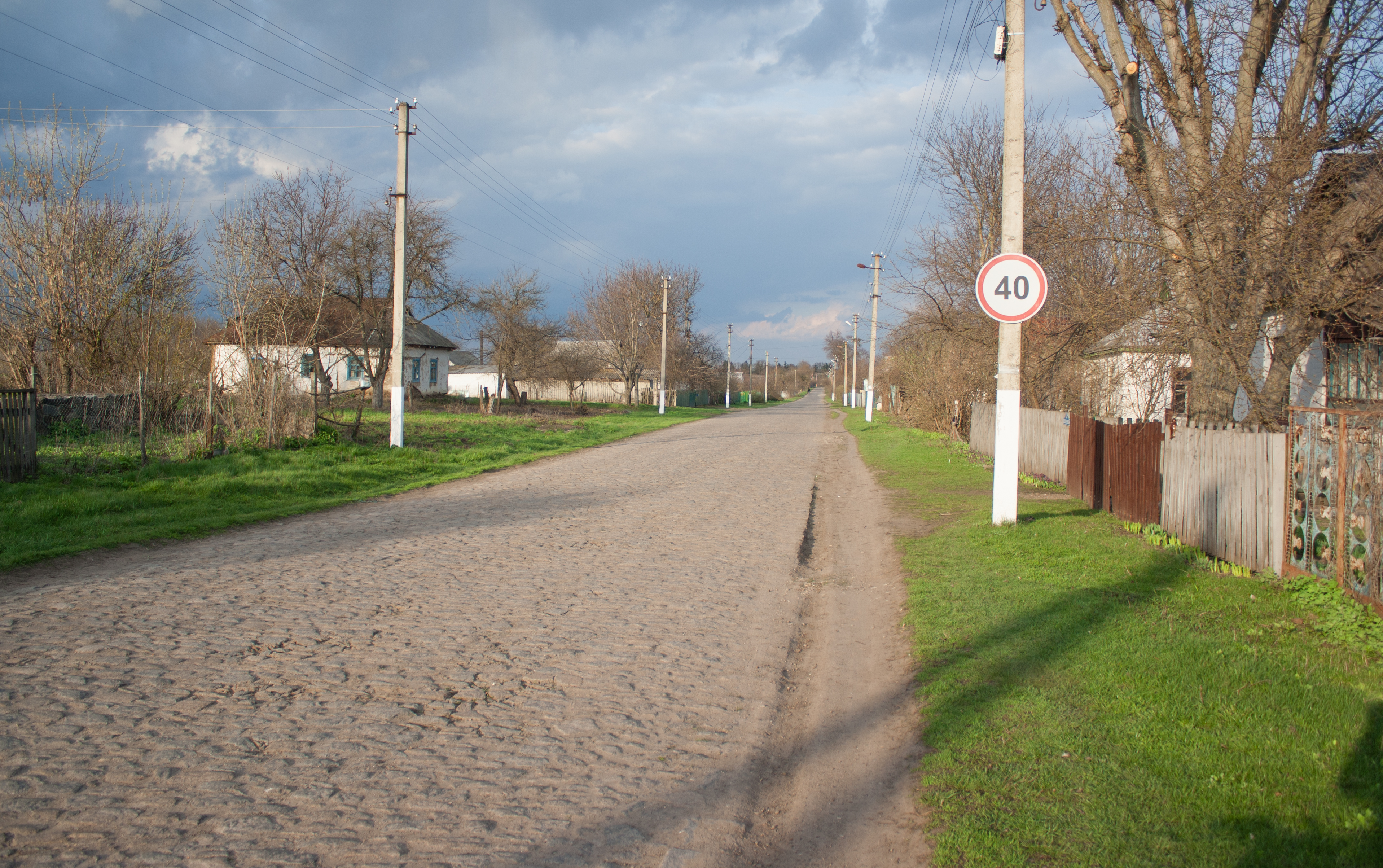
Вулиця Шевченка
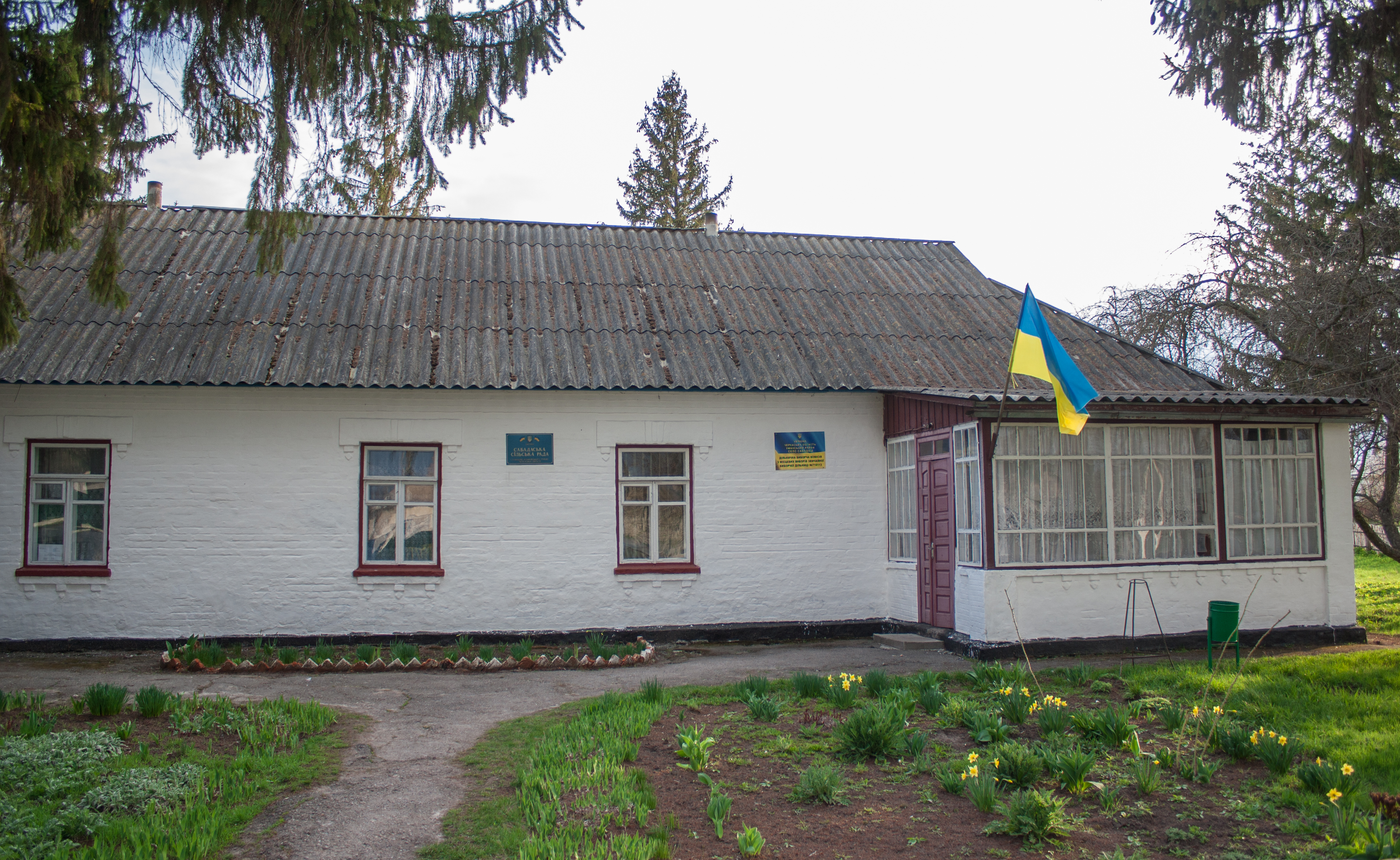
Сільська рада
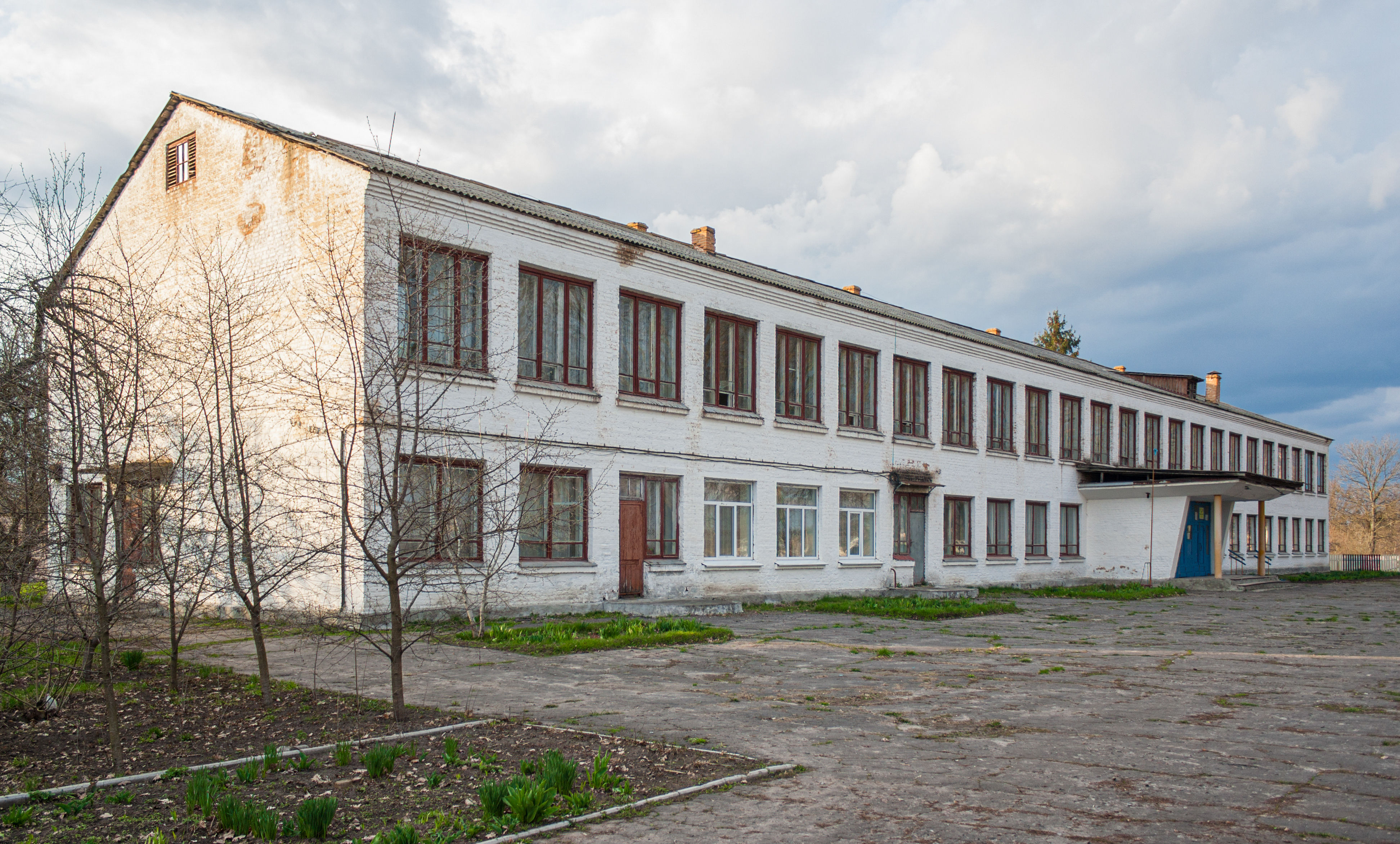
Школа
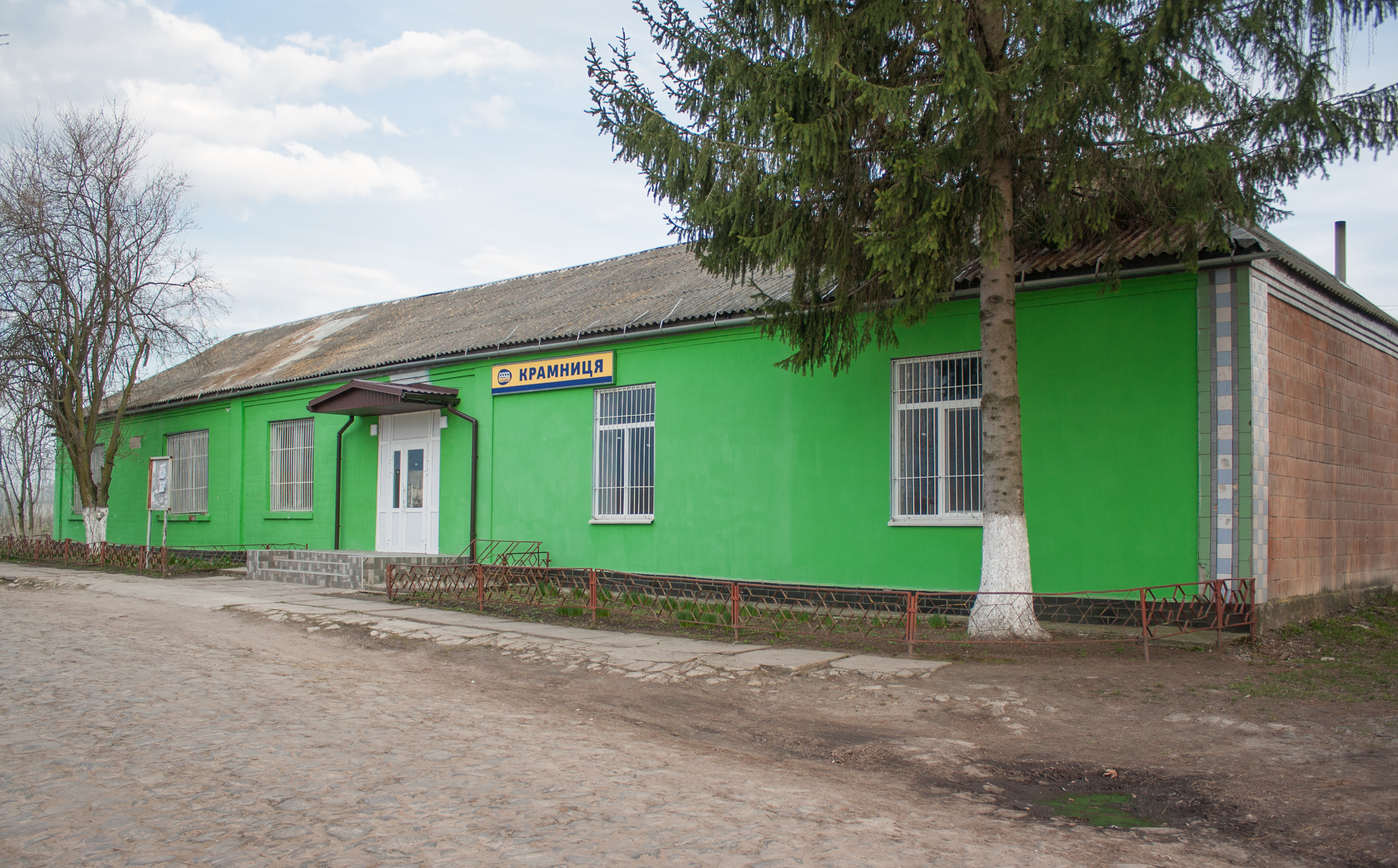
Магазин
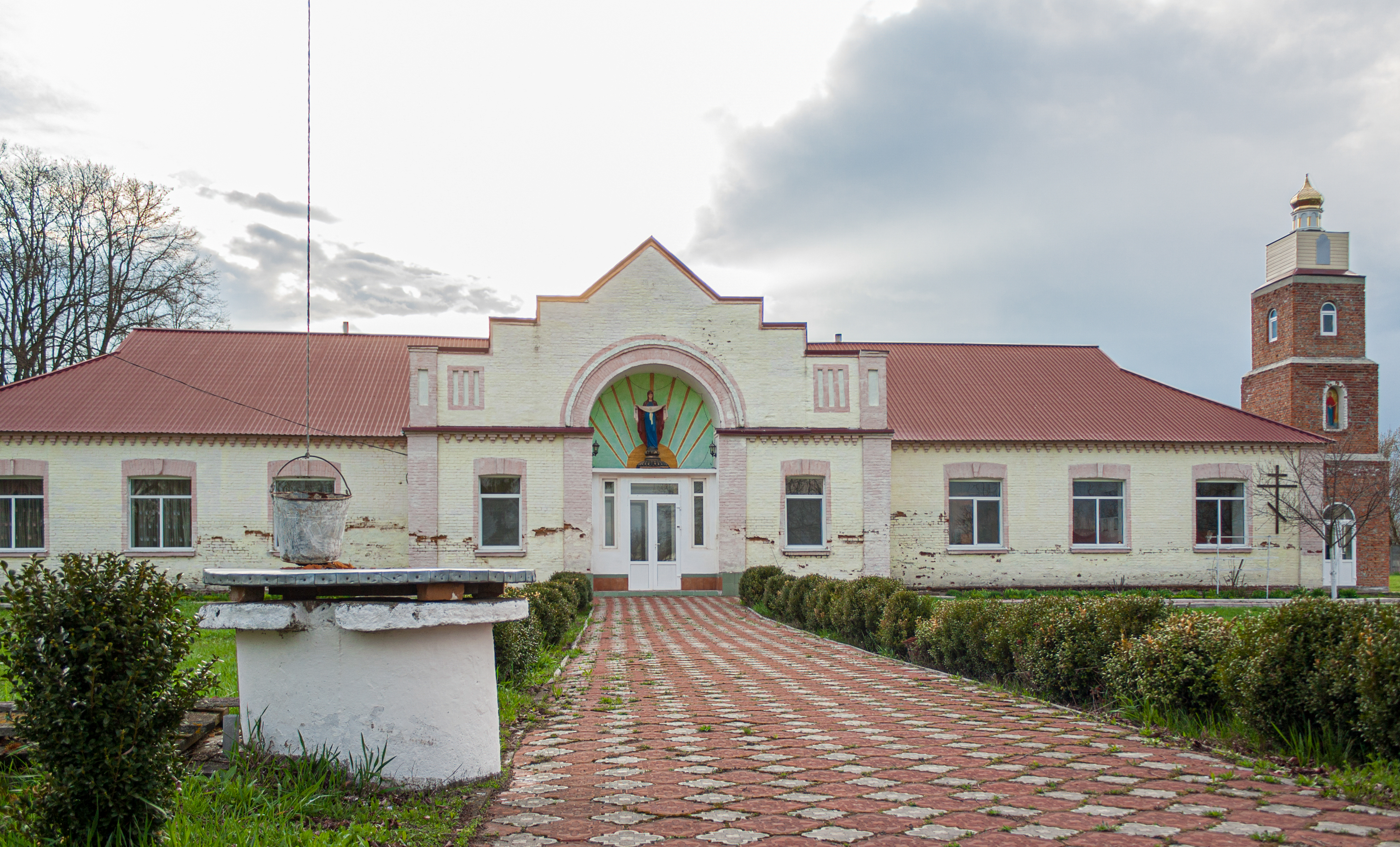
Церква
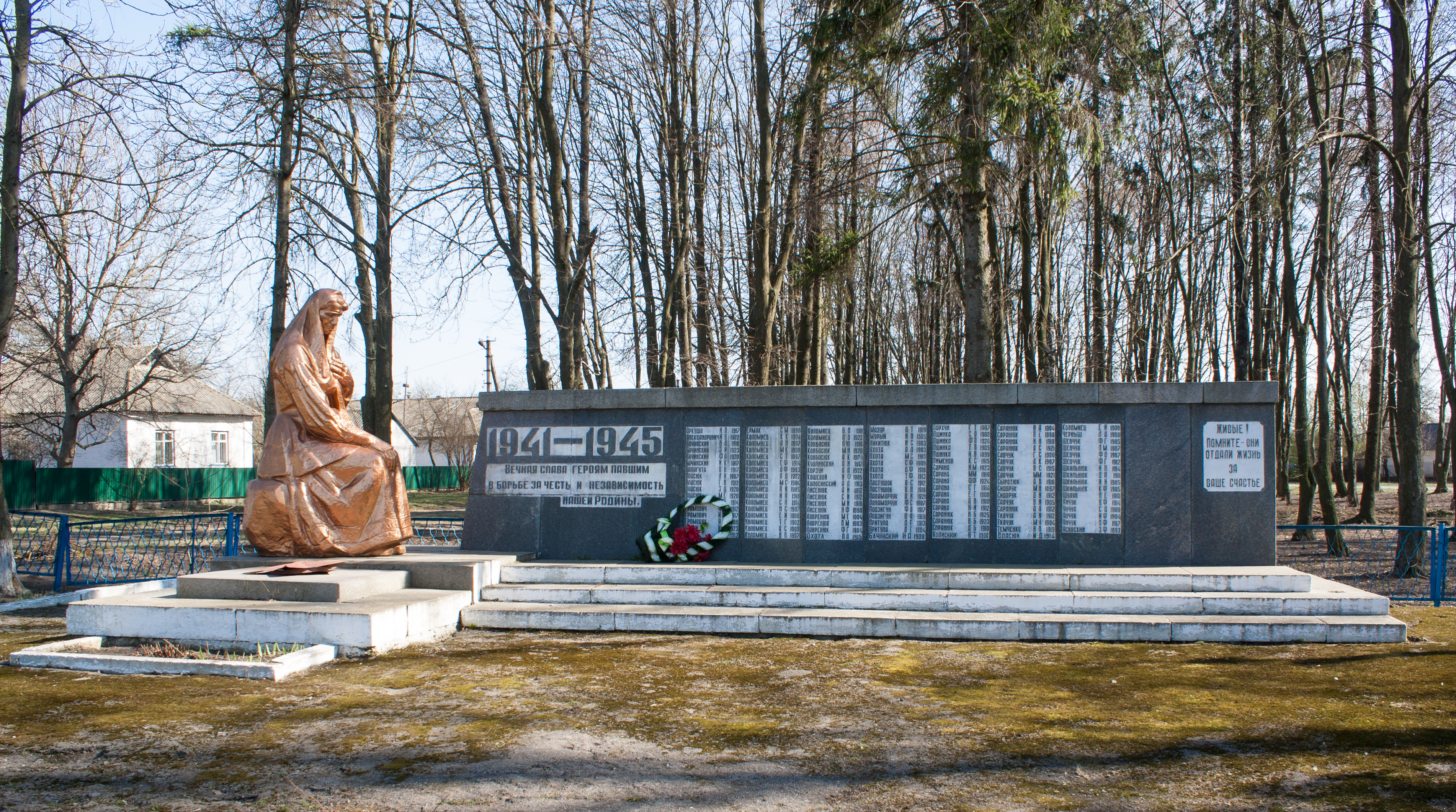
Пам'ятник воїнам-односельчанам
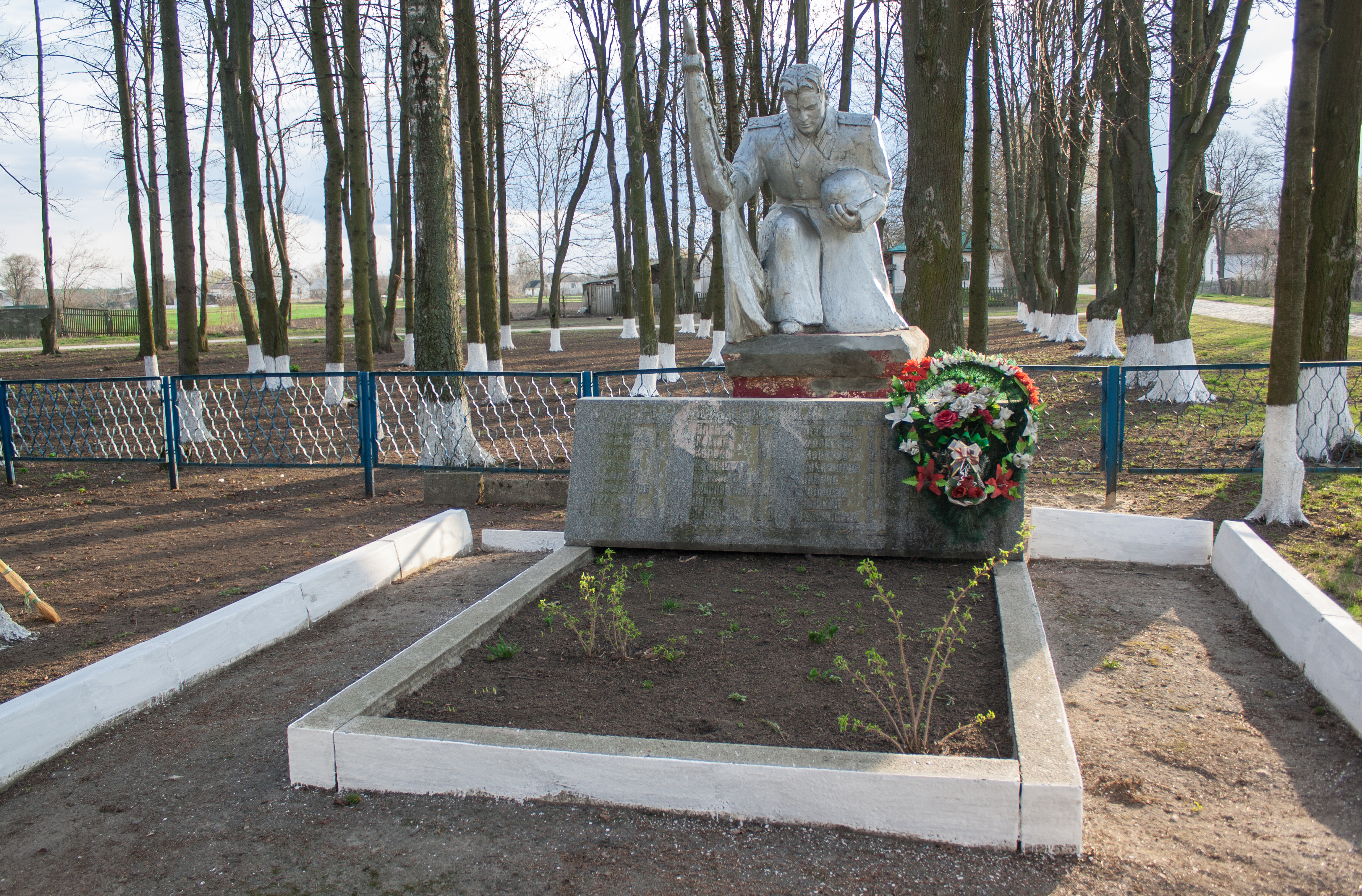
Братська могила радянських воїнів
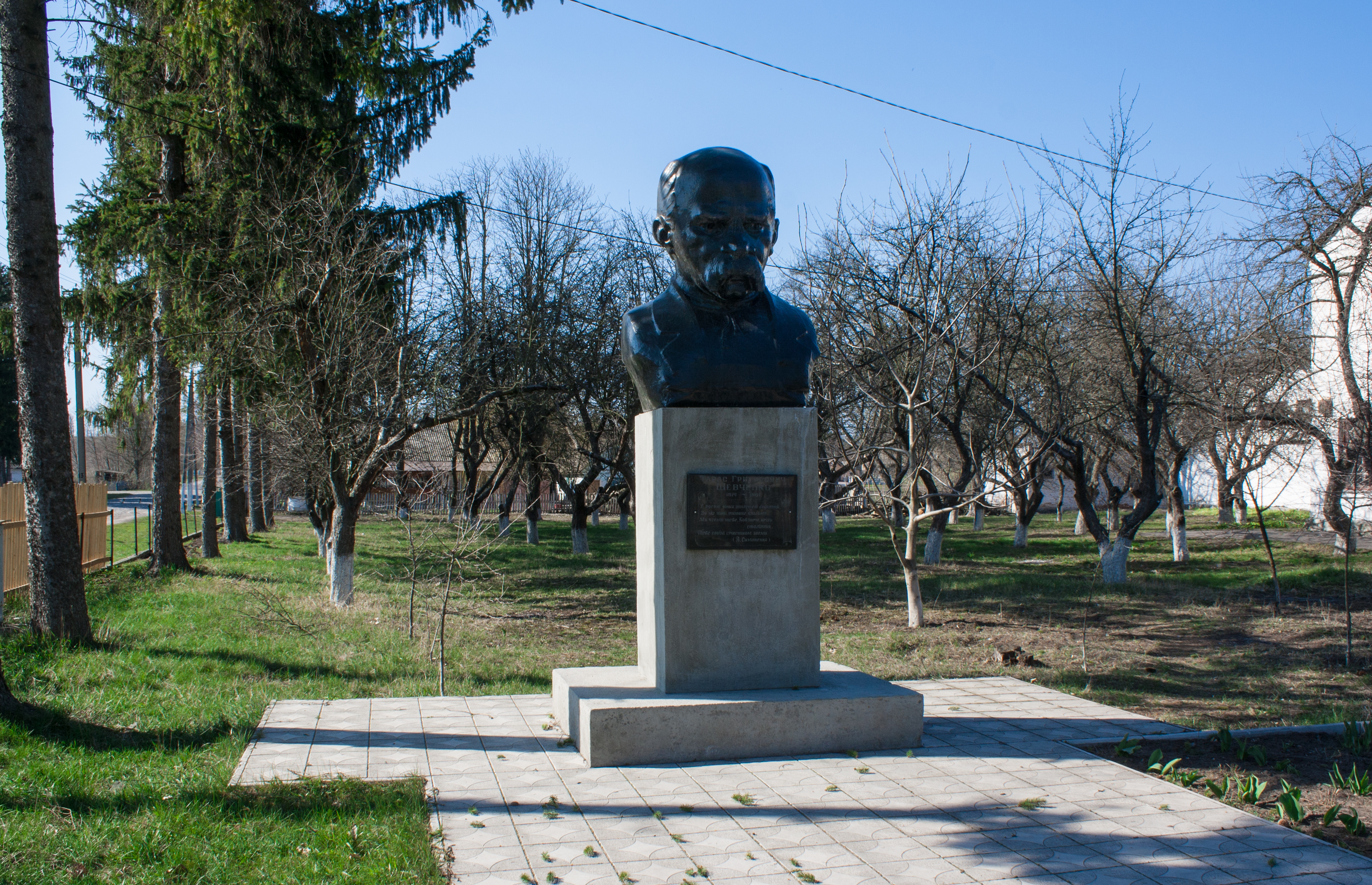
Пам'ятник Т.Г. Шевченку